# Strada statale 208 Strada della Verna
L'ex strada statale 208 Strada della Verna (SS 208), ora strada provinciale 208 della Verna (SP 208), è una strada provinciale italiana che collega l'alto corso dell'Arno con l'alta Valtiberina.

## Percorso
La strada ha origine a Bibbiena dall'innesto con la ex strada statale 71 Umbro Casentinese Romagnola. Con percorso alquanto tortuoso, la strada si allontana in direzione est attraversando il torrente Corsalone e raggiungendo l'abitato di Chiusi della Verna.
Superato il paese, il tracciato procede sempre verso est, raggiungendo il bivio con la ex strada statale 208 dir Strada della Verna, diretta al santuario della Verna. Attraverso il valico dello Spino (1050 m s.l.m.), la strada discende verso la Valtiberina, raggiungendo Pieve Santo Stefano.
In seguito al decreto legislativo n. 112 del 1998, dal 2001 la gestione è passata dall'ANAS alla Regione Toscana che ha provveduto al trasferimento dell'infrastruttura al demanio della Provincia di Arezzo.

## Strada statale 208 dir Strada della Verna
L'ex strada statale 208 dir Strada della Verna (SS 208 dir), ora strada provinciale 208 dir1 della Verna (SP 208 dir1), è una strada provinciale italiana che permette di raggiungere il santuario della Verna.
Si tratta di una diramazione della ex strada statale 208 Strada della Verna che poco fuori dell'abitato di Chiusi della Verna di distacca inerpicandosi verso la rocca che ospita il luogo di culto.
In seguito al decreto legislativo n. 112 del 1998, dal 2001 la gestione è passata dall'ANAS alla Regione Toscana che ha provveduto al trasferimento dell'infrastruttura al demanio della Provincia di Arezzo.